# Mariel Rosciano
Mariel Alejandra Rosciano (Buenos Aires, Argentina; 29 de marzo de 1980) es una dramaturga, directora de cine y actriz argentina.

## Trayectoria
A partir de su contacto con historias de vida de mujeres prostituidas y víctimas del delito de trata de personas, unió su trabajo artístico con el pensamiento feminista y mediante sus obras teatrales difundió la lucha del abolicionismo de la prostitución y dio visibilidad a mujeres sobrevivientes de ese sistema.
En 2013, adaptó a unipersonal la novela La Polaca, de Myrtha Schalom e interpretó a Raquel Liberman en En el nombre de Raquel. En 2014 presentó esa obra y fue disertante en el panel de apertura del 5º Congreso Nacional Argentina y 3º del MERCOSUR-Cono Sur Contra la Trata y el Tráfico de Personas. La cultura y la política… territorios de resistencias y disputas, organizado por la Universidad Nacional de Villa María junto con las asociaciones civiles Vínculos en red y Acción educativa, realizado en la provincia de Santa Fé. En ese mismo año estrenó y protagonizó su obra teatral Mujer de 30 desesperada, busca, donde plasmó las vivencias amorosas de las mujeres de esa edad.
En 2017, escribió, dirigió y protagonizó el unipersonal MILF *Madre Independiente, Loca y Feminista, obra que presentó en diferentes salas de Buenos Aires. En noviembre de ese mismo año fue oradora TEDx en el evento TEDxLagunaSetúbal con la charla llamada Prostitución no es trabajo.
Su documental Yo, abolicionista (2019) registró la gira teatral nacional de la obra Elena basada en la vida de Elena Moncada, activista argentina abolicionista de la prostitución y en el que dan sus testimonios otras víctimas del delito de trata, como Martina Soriano.
Durante el Aislamiento Social Preventivo y Obligatorio (ASPO) decretado por el gobierno argentino debido a la pandemia de COVID-19, Rosciano produjo material audiovisual que fue seleccionado por el programa de mecenazgo del Gobierno de la Ciudad de Buenos Aires para producir el documental colaborativo Rota. Mujeres en cuarentena.
En 2021, fue seleccionada por el Comité contra la Trata y la Explotación de personas para proyectar su documental Yo, abolicionista en Formosa y realizar un cine debate el marco de las Actividades por el Día Internacional contra la Explotación Sexual y Trata de Personas.
Desde 2020, es docente en la Diplomatura Universitaria en Violencia de Género, Derechos y Movimientos de Mujeres: Incidencia, transformación y debates culturales de la Universidad Nacional de Jujuy. Módulo "Abuso sexual y trata de personas".